# Sylvia Bongo Ondimba
Pour les articles homonymes, voir Sylvia et Bongo (homonymie).
Sylvia Bongo Ondimba, née Sylvia Valentin le 11 mars 1963 à Paris, est une personnalité franco-gabonaise. Cheffe d’entreprise dans le secteur de la promotion immobilière pendant plusieurs années, elle devient Première dame du Gabon le 16 octobre 2009, lors de l’investiture de son époux Ali Bongo Ondimba comme président de la République gabonaise. En 2011, elle crée la Fondation Sylvia Bongo Ondimba pour la Famille.

## Biographie

### Enfance, formation et débuts
Fille d'Édouard Valentin et d'Aimée Baudier, elle connaît très tôt l’Afrique : le Cameroun, la Tunisie, enfin le Gabon, où la famille s’établit en 1974. Son père a créé en 1976 la société OGAR (assurances et réassurances) et est devenu un des plus importants chefs d’entreprise français du Gabon, PDG du groupe d’assurances Omnium gabonais d’assurances et de réassurances Vie (Ogarvie).
Sylvia Valentin fréquente l’Institut Immaculée-Conception de Libreville jusqu’à son baccalauréat. Après des études de gestion en France, elle regagne le Gabon où elle entame une carrière dans l'immobilier.
En 1988, elle rencontre Ali Bongo Ondimba, qu'elle épouse en 2000. Ensemble, ils sont les parents de trois enfants : Noureddin, Jalil et Bilal. Elle se convertit à l'islam et devient Nedjma.

### Première dame du Gabon
Elle devient Première dame en 2009,.
Le 30 août 2023, Ali Bongo est renversé par un coup d'État. Les avocats de Sylvia Bongo Ondimba portent plainte contre la détention « arbitraire » de leur cliente. Jeune Afrique indique que « l’ex-Première dame, franco-gabonaise, était régulièrement la cible, avec son fils Noureddin, d’accusations de l’opposition, de la société civile et de certains médias locaux qui affirmaient que, depuis son AVC, Ali Bongo était très affaibli et "manipulé" par certains de ses "proches" ».
Le 29 septembre 2023, Sylvia Bongo est inculpée de « blanchiment de capitaux, recel, faux, et usage de faux ».
Le 11 octobre 2023, elle est placée sous mandat de dépôt et incarcérée. Elle est confrontée à Brice Laccruche Alihanga, qu'elle a du mal à reconnaître,. La session se tient au sein de l’École nationale de la magistrature, qui abrite  le tribunal des enquêtes de corruption,.

### Détention et conditions de traitement
Depuis son incarcération, Sylvia Bongo Ondimba est détenue dans la prison centrale « Sans Famille » à Libreville. Ses avocats dénoncent des conditions de détention sévères, notamment l’isolement prolongé, l’absence de visites, de communication et de soins médicaux appropriés. Ces conditions ont été critiquées par plusieurs organisations internationales de défense des droits de l’homme, qui appellent à un traitement conforme aux standards internationaux et à un procès équitable. En dépit de ces appels, le gouvernement de transition dirigé par le général Brice Oligui Nguema maintient ces mesures, arguant des accusations graves portées contre elle, bien que sans preuve concrète. La situation continue de susciter des inquiétudes quant à la transparence et l’équité des procédures judiciaires en cours au Gabon.
Le 9 janvier 2025, la justice française désigne un magistrat du pôle crimes contre l’humanité, pour enquêter sur les actes de torture qu’auraient subis Sylvia Bongo et Noureddin Bongo lors de leur détention.
L'Union africaine demande la libération d'Ali, Sylvia et Noureddin Bongo en avril 2025. En mai 2025, Sylvia Bongo est libérée pour « raisons humanitaires » mais reste assignée à résidence dans une résidence familiale à Libreville avec son fils Noureddin et son mari. L'assignation à résidence d'Ali Bongo, de Sylvia et de Noureddin est levée peu après et ils rejoignent Luanda, la capitale angolaise. Sylvia Bongo et son fils Noureddin sont toujours poursuivis par la justice gabonaise.

## Action philanthropique

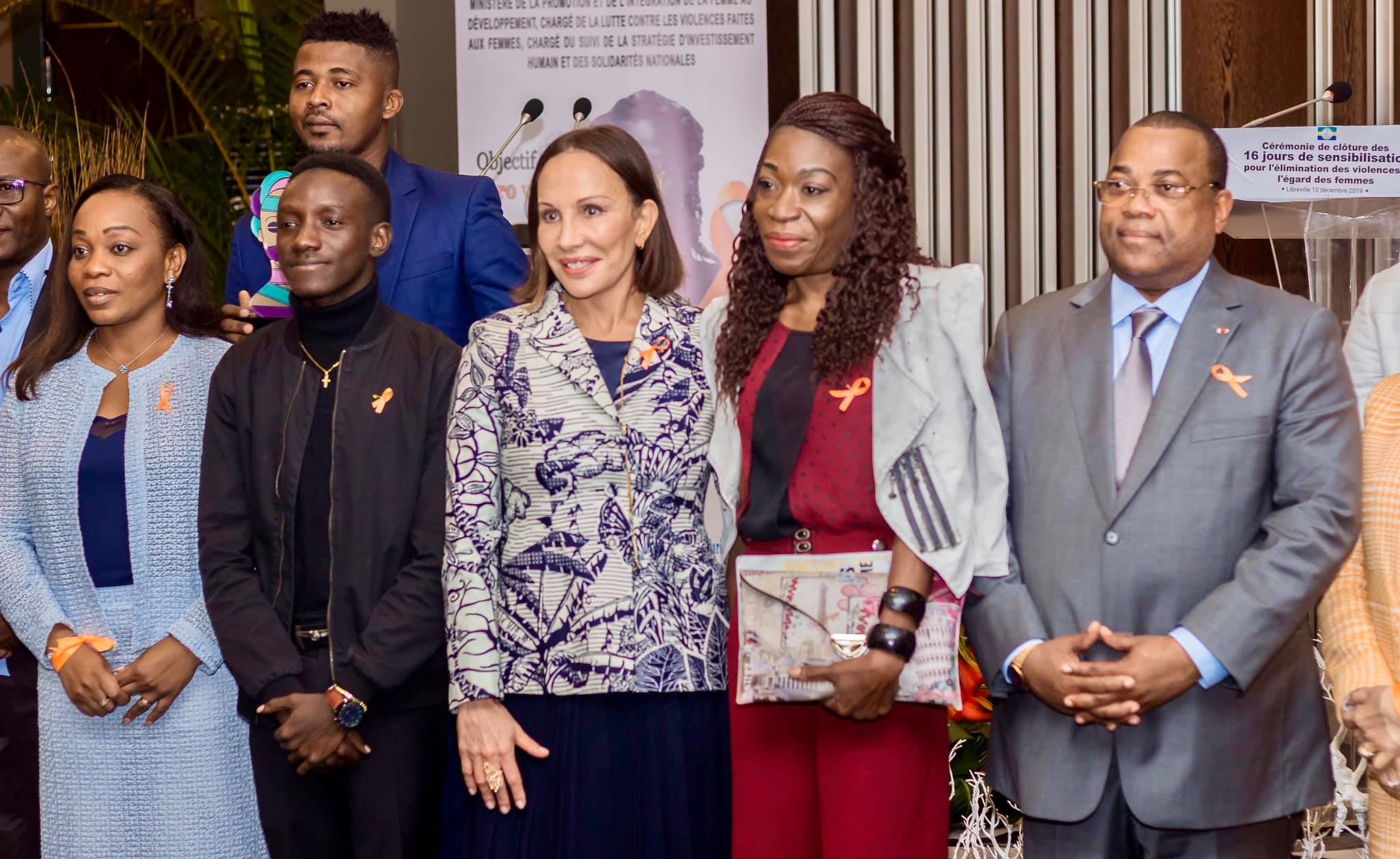
Conférence sur les violences faites aux femmes en 2020, avec la Première dame Sylvia Bongo Ondimba et des membres du gouvernement gabonais.

### Adoption de la Journée internationale des veuves
L’engagement social de la Première dame est marqué par la reconnaissance par l'Assemblée générale des Nations unies en 2010 du 23 juin comme Journée internationale des veuves, à l'issue d’une campagne qu’elle a menée, afin de lever le voile sur le sort de ces femmes, souvent victimes de toutes sortes d’agression et de spoliation dans le recouvrement de leurs biens au décès de leur époux et d’assurer leur protection et le respect de leurs droits.

### Commissaire membre au sein de la commission ONUSIDA-The Lancet
Son engagement depuis 2009 à œuvrer contre la pandémie du VIH/Sida, à travers ses multiples actions de plaidoyer auprès du président Ali Bongo Ondimba, de ses concitoyens et de la communauté internationale, a valu l’adoption de la résolution 1308, du Conseil de sécurité des Nations unies, reconnaissant la nécessité d'inclure, dans la formation du personnel chargé du maintien de la paix, l'acquisition des compétences en matière de prévention du VIH/SIDA.
En juin 2013, Sylvia Bongo Ondimba est nommée commissaire membre par la Commission Onusida/The Lancet « Du sida vers une santé durable ». Cette Commission qui réunit aussi bien des chefs d'État, des décideurs politiques et économiques que des personnes vivant avec le VIH,  vise à capitaliser les compétences et l'élan politique afin d'orienter le débat sur l'avenir de la santé, dans le programme de développement post-2015, et d'accélérer les progrès vers l'éradication du sida.

### Stratégie d’investissement humain pour le Gabon

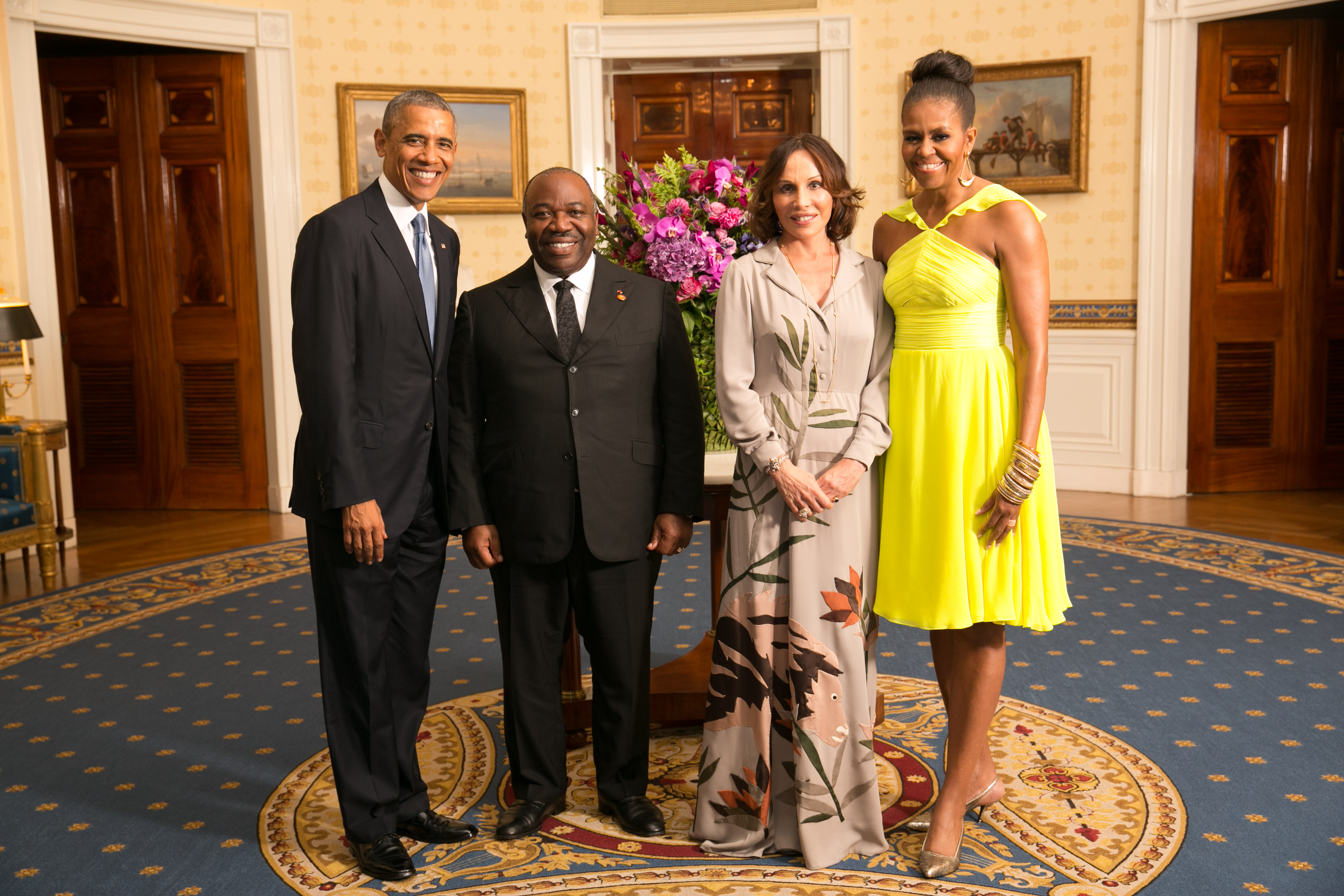
Ali et Sylvia Bongo entourés par Barack et Michelle Obama, en 2014.

La Stratégie d’investissement humain du Gabon pose un diagnostic de la pauvreté au Gabon et définit un programme d’actions pour lutter efficacement contre le phénomène de précarité et d’inégalité sociale. Grâce à la reconnaissance de sa fibre sociale et de son militantisme en faveur des personnes démunies, la Première dame s’est vu confier la responsabilité de mener cette mission. Elle contribue ainsi à la révision de la politique d’aide sociale au Gabon, dont le système était jugé opaque et inefficace.

### Lutte contre les violences faites aux femmes: grande cause nationale
Dans la continuité de son combat mené pour les veuves, Sylvia Bongo Ondimba s’engage en 2013 contre les violences faites aux femmes au Gabon en menant un plaidoyer auprès de la société et des pouvoirs publics.
Au Gabon, ce sont 56 % de femmes qui déclarent être victimes de violences conjugales au cours de leur vie, alors que 52 % sont victimes de violences physiques.
En 2020 et en collaboration avec des experts de niveau international, la Fondation Sylvia Bongo Ondimba remet au gouvernement gabonais une étude réunissant un ensemble de recommandations visant à promouvoir les droits de la femme et à réduire les inégalités femmes – hommes au Gabon.
Ils permettent de faire émerger six domaines d’actions clés : les violences faites aux femmes, l’éducation, la santé, le droit de la famille, l’émancipation économique, l’émancipation politique.
Le programme gouvernemental Gabon Égalité voit le jour.
Numéro d'urgence anonyme et gratuit, nouveaux textes de lois, nouveaux droits et nouveaux devoirs,, création d’une unité spéciale traitant des violences basées sur le genre au sein des commissariats de police, ouverture du premier centre d’accueil de victimes de violences, création de l’Observatoire de l’égalité, sont autant de mesures déployées.
Le rapport Women, Business and the Law 2023 de la Banque mondiale met en lumière les avancées historiques du Gabon pour protéger ses femmes.
Avec un score de 95/100, le Gabon se classe au 25e rang mondial et au premier rang des pays africains.

### École Ruban Vert
Sylvia Bongo Ondimba fonde en 2013, l’école internationale Ruban Vert (ERV), qui offre un programme d’éducation bilingue et octroie des bourses de mérite aux élèves issus de milieux moins favorisés pour une meilleure égalité des chances.

### Bourses Ozavino
Sylvia Bongo Ondimba place l’éducation au cœur de son engagement personnel pour la formation des leaders de demain. Elle crée en 2013, à travers sa Fondation, des bourses d’excellence visant à offrir aux élèves et étudiants brillants et manifestant un fort potentiel de leadership.

### La Maison d'Alice
En août 2016, Sylvia Bongo Ondimba inaugure « La Maison d’Alice », une maison de vie, unique en Afrique centrale, conçue par la Fondation Sylvia Bongo Ondimba pour accueillir, loger, soutenir gratuitement les patients souffrant de cancer et vivant hors de la capitale afin de faciliter leur accès au centre de traitement de Libreville.

### La Gabonaise
Dans le cadre du Marathon du Gabon, premier marathon d’Afrique labélisé IAAF, Sylvia Bongo Ondimba lance, à travers sa Fondation,, « La Gabonaise », une course solidaire de 5 km, exclusivement réservée aux femmes pour soutenir les femmes touchées par le cancer.